# Pseudobaptria bogumilaria
Pseudobaptria bogumilaria is een vlinder uit de familie spanners (Geometridae). De wetenschappelijke naam is voor het eerst geldig gepubliceerd in 1904 door Rebel.
De soort komt voor in Europa.